# Cash App
Cash App (ранее известное как Square Cash) — мобильный платёжный сервис, разработанный Block, позволяющий пользователям переводить деньги друг другу с помощью приложения для мобильного телефона. По состоянию на 18 февраля 2018 года в сервисе было зарегистрировано 7 млн активных пользователей.

## История
Block запустила сервис в лице Square Cash в октябре 2013.
В марте 2015 года Block представила Square Cash для предприятий, который включает в себя возможность для частных лиц, организаций и владельцев бизнеса использовать уникальное имя пользователя для отправки и получения денег — cashtag.
В январе 2018 года приложение CashApp расширилось и теперь поддерживает торговлю биткойнами.
В ноябре 2020 года Square объявила, что приобретает Credit Karma Tax, бесплатную услугу самостоятельной подачи налоговых деклараций за 50 миллионов долларов, и сделает ее частью своего подразделения Cash App.

## Сервис
Сервис позволяет пользователям запрашивать и переводить деньги на другой счёт Cash через приложение Cash или электронную почту. Также пользователи могут завести себе дебетовую карту Visa — Cash Card, с ней можно расплачиваться в банкоматах или переводить их на любой местный банковский счёт. При оформлении карты пользователей просят поставить свою подпись в мобильном приложении, затем подпись будет напечатана на карте и отправлена пользователю.
Square открыла cashtag для обычных пользователей. Это позволяет пользователям переводить и запрашивать деньги у разных пользователей, вводя такое имя пользователя.
С 7 марта 2018 года Cash App поддерживает прямые депозиты через ACH.